# Duncan Scott
Duncan Scott (n. 6 mai 1997, Glasgow, Scoția, Regatul Unit) este un înotător britanic, medaliat olimpic. A participat la 2 ediții ale Jocurilor Olimpice (2016, 2020) în care a câștigat o medalie de argint.